# Cocky & Confident
Cocky & Confident – ósmy studyjny album amerykańskiego rapera Juvenile’a, wydany 1 grudnia, 2009 roku. Gościnnie występują m.in. tacy muzycy jak B.G., Dorrough, Kango Slim, Q Corvette, Rico Love i Pleasure P oraz producenci, Mouse, Precise, FATBOI, Lu Balz, S-8ighty i wielu innych. Jest to pierwszy album wyprodukowany przez Juvenile. W pierwszym tygodniu sprzedał się w ilości 22.898 egzemplarzy.

## Lista utworów
1. "Cocky & Confident" - 2:50
2. "Gotta Get It" - 4:05
3. "Back Back" - 4:01
4. "We Be Getting Money" (feat. Shawty Lo, Dorrough & Kango Slim) - 4:48
5. "My Money Don't Fold" (feat. T Money & Kango Slim) - 4:36
6. "Feeling Right" (feat. B.G., Cape & Kango Slim) - 3:52
7. "Top of the Line" - 4:11
8. "Make U Feel Alright" (feat. Kango Slim & Jay da Menace) - 4:02
9. "It's All Hood" - 3:41
10. "New Orleans Stunna" (feat. RawSmoov) - 3:23
11. "All Over You" (feat. Kango Slim) - 3:02
12. "You Can't Stop Me" (feat. Partners-N-Crime & Youngin') - 3:43
13. "Break It Down" (feat. Q Corvette) - 3:36
14. "I'm Out Chere" (feat. Rico Love) - 3:55
15. "I'm Shining" - 3:38
16. "I Say" (feat. Youngin') - 3:44
17. "Everything" (feat. Bobby V) - 4:07
18. "Hands On You" (feat. Pleasure P) - 3:33
19. "Listen" (feat. Q Corvette) - 3:49

## Pozycja na listach
| Lista (2008)                          | Pozycja |
| ------------------------------------- | ------- |
| U.S. Billboard 200                    | 49      |
| U.S. Billboard Top R&B/Hip-Hop Albums | 7       |
| U.S. Billboard Top Rap Albums         | 3       |